# El Hielo
El Hielo es una localidad en la parte alta del municipio de Huixquilucan en el Estado de México (no independiente del poblado de Magdalena Chichicaspa), según el bando municipal de Huixquilucan (2006) ocupa el número de localidad 24; por su extensión, la gente ha optado por dividirla en "parajes" o "barrios", los cuales son: "La Cumbre", "El Chinaco", "La Guadalupe", "Bosques del Guarda", "Colosio", "Piedra Larga", "La Capilla", "Vista del Valle" y "El Hielo Centro".

## Infraestructura
Esta colonia cuenta con Energía eléctrica, Drenaje, Pavimentación (en la mayoría de sus calles), rondines periódicos de seguridad pública y Agua, la cual se suministra mediante Pipas que la entregan en contenedores de 200 litros de capacidad. Esta colonia cuenta con una Casa DIF que proporcionan servicios de salud y cursos de distinto tipo.Se encuentra sobre la carretera Naucalpan-Toluca antes de llegar al  Municipio de Xonacatlán y al pueblo de San Francisco Xochicuautla

## Geografía
Se encuentra en la zona montañosa del municipio, es del tipo Bosque de Pino, contaba con varios riachuelos que desembocaban en el río Magdalena (ya extinto). Colinda con varias localidades que son:
- Norte San José Tejamanil (municipio de Naucalpan)
- Sur Pueblo de Santa Cruz Ayotuxco
- Este San Francisco Chimalpa
- Oeste Colonia El Guarda

## Transporte
La vía de acceso principal es la carretera Naucalpan-Toluca, de la cual esta localidad abarca desde el kilómetro 20 al 25. El transporte público es dominado por 2 líneas de transporte, aunque no compiten en los mismos derroteros:
- "Línea México Tacuba-Huixquilucan y Anexas"(con dirección a los paraderos del metro Cuatro Caminos y El Rosario
- "Asociación de Propietarios y Autotransportistas de Huixquilucan" (con dirección a la cabecera municipal de Huixquilucan servicio local=)